# Enceinte de Villeneuve-sur-Yonne
L'enceinte de Villeneuve-sur-Yonne est une fortification située à Villeneuve-sur-Yonne dans le département de l'Yonne, en France.

## Historique
L'édifice est classé au titre des monuments historiques par la liste de 1862.